# Dendrophthoe leucostachys
Dendrophthoe leucostachys là một loài thực vật có hoa trong họ Loranthaceae. Loài này được (Molk.) Miq. mô tả khoa học đầu tiên năm 1856.